# Wie man aus einer gelben Wanne eine Platte macht / Wassermusik
Wie man aus einer gelben Wanne eine Platte macht/Wassermusik bzw. mit kurzem Titel Wassermusik war der Name einer Performance der Gruppen Einstürzende Neubauten und Die Tödliche Doris, die am 29. Mai 1982 im Berliner Club RISIKO stattfand.

## Konzept und Vorbereitung
Ziel der Performance war es, „ein zeitgenössisches, performatives Äquivalent“ zur Wassermusik von Georg Friedrich Händel zu schaffen. In einer Vorbesprechung teilten die Teilnehmer sich ihre Rollen miteinander ein, mit der Ausnahme von Blixa Bargeld, der sich eine spontane Reaktion auf die Situation vorbehielt. Alle Rollen kreisten um das Motiv „Wasser“. Neben Blixa Bargeld, Alexander von Borsig und Andrew Unruh von den Einstürzenden Neubauten und Wolfgang Müller, Dagmar Dimitroff und Nikolaus Utermöhlen nahmen auf Einladung der Tödlichen Doris an der Performance Bettina Scheeder und Brigitta Bauer (die Inhaberinnen des Modeladens Scheederbauer) sowie Netty (?) teil. Ort war das RISIKO, eine legendäre Bar des Berlin der frühen 1980er Jahre, in der Blixa Bargeld arbeitete. An den Wänden der Bar waren zwei DIN-A4-Zettel angebracht, auf ihnen eine Anleitung „Wie man aus einer gelben Wanne eine Schallplatte macht“.

## Verlauf
Alle neun Teilnehmer betraten zur gleichen Zeit das Hinterzimmer des RISIKO. Eröffnet wurde die Performance von Alexander von Borsig, der die Spitze eines Feuerwehrschlauchs als Blasinstrument benutzte und so das Startsignal gab. Andrew Unruh hatte sich in ein Kostüm aus Stofffetzen und Schnüren geschlungen, stieg in eine weiß emaillierte Badewanne und wälzte sich darin, während Wolfgang Müller, nur mit einem T-Shirt bekleidet, in eine kleine gelbe Plastikwanne stieg und sich den Rücken schrubbte. Nikolaus Utermöhlen füllte die große Wanne mit Wasser aus dem Vorderraum und goss es anschließend um in die kleine Plastikwanne von Müller.
Scheeder, Bauer und Netty hatten sich als Nixen verkleidet, dazu trugen sie aus Schollen bzw. Flundern gefertigte Bikinioberteile und aus Maschendraht und Pappmaché gefertigte Unterteile, die einen Fischschwanz darstellten. Auf ihrem Kopf trugen sie einen teils künstlichen, teils natürlichen Blumenschmuck. Nachdem sie einmal durch den Raum gegangen waren, sammelten sich die Nixen an einer Wand und posierten auf einer Klappleiter. Von dort aus begannen sie, das Publikum mit Fischresten zu bewerfen, das es seinerseits zurückwarf. Blixa Bargeld flüsterte währenddessen Zuschauern geheimnisvolle Formeln zu.
Zum Abschluss hob Bauer den badenden Müller aus der kleinen Wanne und trug ihn nach vorn, Unruh zog sein Kostüm aus und trocknete sich ab, während Händels Wassermusik gespielt wurde.

## Dokumente
Im Jahr 2002 wurde ein 81 Sekunden langes Tondokument der Performance auf der CD „Kinderringellreihen Für Wahren Toren Des Grals“ der Tödlichen Doris veröffentlicht. 2007 wurde in einem Keller in Süddeutschland ein Video von Gustav-Adolf Schroeder gefunden, das Anfang und Ende der Performance in einem knapp 9 Minuten langen Film dokumentierten. Nach einer Restauration im Labor für antiquierte Videosysteme des Zentrums für Kunst und Medientechnologie in Karlsruhe wurde das Digitalisat 2014 als Teil einer von Wolfgang Müller herausgegebenen Dokumentation in einer Auflage von 75 Exemplaren veröffentlicht.